# Dumha Éige
Dumha Éige (en anglès Dooega) és una vila d'Irlanda, a la Gaeltacht del comtat de Mayo, a la província de Connacht. La vila es troba al sud-oest illa d'Achill. Ací s'hi trobava el Colaiste Acla. Les seves platges tenen bandera blava.

## Transport
La línia 440 del Bus Éireann Dooagh-Westport-Aeroport de Knock, arriba els dijous a Dumha Éige però només fa un viatge en una sola direcció. Pel que fa al ferrocarril, es troba a 53 kilòmetres de l'estació de Westport que porta a Dublin Heuston via Athlone.

## Personatges il·lustres
- Thomas Patten